# Kötegyán
Kötegyán is een plaats (község) en gemeente in het Hongaarse comitaat Békés. Kötegyán telt 1598 inwoners (2002).